# Euroliga Femenina 2012-13
La temporada 2012-13 de la Euroliga Femenina fue la 55.ª edición de la máxima competición continental europea de baloncesto femenino a nivel de clubes, organizada por la FIBA. La final a ocho se jugó en Ekaterimburgo.
El UMMC Ekaterimburgo ganó su segunda Euroliga (y la 7ª en 11 años para Rusia) en su pabellón, diez años después. En la final derrotaron con claridad (82-56) al Fenerbahçe SK, que la jugó por primera vez. Era la victoria más amplia en la final desde 1979 (Estrella Roja 97-62 Budapest SE). El CJM Bourges, tricampeón, se colgó el bronce. 
El Ros Casares, vigente campeón, no pudo defender su título ya que desapareció antes del comienzo de la temporada.

## Primera fase
- Grupo A
  - [10 - 02 --- 974 - 799] 1.  Spartak Región de Moscú
  - [09 - 03 --- 787 - 743] 2.  CJM Bourges
  - [06 - 06 --- 818 - 825] 3.  Wisla Cracovia
  - [06 - 06 --- 813 - 766] 4.  Rivas Ecópolis
  - [05 - 07 --- 801 - 890] 5.  Uni Györ
  - [04 - 08 --- 863 - 892] 6.  Tarsus BSK
  - [02 - 10 --- 765 - 906] 7.  Imos Brno

- Grupo B
  - [09 - 03 --- 919 - 840] 1.  Good Angels Kosice
  - [09 - 03 --- 946 - 813] 2.  Fenerbahçe SK
  - [08 - 04 --- 861 - 857] 3.  Nadezhda Oremburgo
  - [07 - 05 --- 839 - 823] 4.  Familia Schio
  - [04 - 08 --- 824 - 886] 5.  CSM Targoviste
  - [03 - 09 --- 827 - 862] 6.  Uniqa Sopron
  - [02 - 10 --- 750 - 885] 7.  BF Arras

- Grupo C
  - [11 - 01 --- 951 - 772] 1.  UMMC Ekaterimburgo
  - [09 - 03 --- 771 - 675] 2.  Galatasaray SK
  - [06 - 06 --- 806 - 773] 3.  CCC Polkowice
  - [05 - 07 --- 820 - 846] 4.  Perfumerías Avenida
  - [05 - 07 --- 802 - 839] 5.  USK Praga
  - [05 - 07 --- 757 - 853] 6.  USO Mondeville
  - [01 - 11 --- 826 - 975] 7.  ZKK Novi Zagreb

## Octavos de final
- Spartak Región de Moscú 2-0 CSM Targoviste (91-84, 68-63)
- Fenerbahçe SK 2-0 Uni Györ (93-61, 77-68)
- Galatasaray SK 2-0 USK Praga (49-48, 78-63)
- Good Angels Kosice 2-0 Perfumerías Avenida (82-68, 74-64)
- CJM Bourges 2-1 Wisla Cracovia (54-57, 50-38, 66-59)
- CCC Polkowice 2-0 Nadezhda Oremburgo (74-71, 76-70)
- Familia Schio 2-1 Rivas Ecópolis (69-63, 47-75, 79-75)
- El UMMC Ekaterimburgo quedó exento como anfitrión de la Final a ocho.

## Cuartos de final
- Grupo A
  - [3 - 0 --- 212 - 130] 1.  UMMC Ekaterimburgo
  - [2 - 1 --- 178 - 191] 2.  Good Angels Kosice
  - [1 - 2 --- 157 - 185] 3.  CCC Polkowice
  - [0 - 3 --- 160 - 201] 4.  Galatasaray SK

- Grupo B
  - [3 - 0 --- 228 - 173] 1.  Fenerbahçe SK
  - [2 - 1 --- 175 - 189] 2.  CJM Bourges
  - [1 - 2 --- 222 - 223] 3.  Spartak Región de Moscú
  - [0 - 3 --- 194 - 234] 4.  Familia Schio

## Semifinales
- UMMC Ekaterimburgo 73-44 CJM Bourges
- Fenerbahçe SK 68-56 Good Angels Kosice

## Tercer puesto
- CJM Bourges 65-57 Good Angels Kosice

## Final
- UMMC Ekaterimburgo 82-56 Fenerbahçe SK

## Máximas anotadoras
- 01º - 24,0:  Tina Charles (Wisla)
- 02º - 19,1:  Jelena Milovanovic (Sopron)
- 03º - 18,4:  Jantel Lavender (Schio)
- 04º - 18,3:  Shenice Johnson (Johnson)
- 05º - 17,5:  Nnemkadi Ogwumike (Polkowice)
- 06º - 17,3:  Gabriela Marginean (Targoviste)
- 07º - 16,9:  Candace Parker (Ekaterimburgo)
- 08º - 15,9:  Plenette Pierson (Kosice)
- 09º - 15,8:  Dewanna Bonner
- 09º - 15,8:  Farhiya Abdi (Brno)
- 09º - 15,8:  Oleksandra Kurasova (Rivas)

 Diana Taurasi (Ekaterimburgo),  Ivana Matovic (Fenerbahçe),  Danielle Robinson